# Gimnasia en los Juegos Suramericanos de 2014
La gimnasia en los Juegos Suramericanos de Santiago 2014 se disputaron entre el 8 y el 18 de marzo de 2014.

## Medallero
| Núm.  | País      | Oro | Plata | Bronce | Total |
| ----- | --------- | --- | ----- | ------ | ----- |
| 1     | Brasil    | 12  | 8     | 5      | 25    |
| 2     | Colombia  | 5   | 1     | 4      | 10    |
| 3     | Chile     | 3   | 5     | 5      | 13    |
| 4     | Argentina | 1   | 3     | 5      | 9     |
| 5     | Perú      | 0   | 1     | 0      | 1     |
| Total | Total     | 21  | 18    | 19     | 58    |

## Resultados De Gimnasia Artística

### Eventos masculinos
| Evento                | Oro                                                      | Plata                                | Bronce                               |
| --------------------- | -------------------------------------------------------- | ------------------------------------ | ------------------------------------ |
| Equipos Masculino     | Colombia · 346.700                                       | Brasil · 346.350                     | Argentina 330.950                    |
| All Arround           | Jossimar Calvo · Colombia · 88.420                       | Sergio Sasaki · Brasil · 86.750      | Carlos Calvo · Colombia · 84.900     |
| Suelo                 | Tomás González · Chile · 15.666                          | Juan Pablo González · Chile · 14.966 | Jossimar Calvo · Colombia · 14.666   |
| Caballete con Arzones | Jhonny Muñoz · Colombia · 15.141                         | Pericles Silva · Brasil · 14.366     | Francisco Barretto · Brasil · 13.966 |
| Anillas               | Arthur Zanetti · Brasil · 15.900                         | Federico Molinari Argentina 15.300   | Juan Raffo · Chile · 15.133          |
| Saltos                | Tomás González · Chile · Sergio Sasaki · Brasil · 15.083 |                                      | Juan Pablo González · Chile · 14.516 |
| Barras Paralelas      | Jorge Giraldo · Colombia 15.166                          | Jossimar Calvo · Colombia 15.133     | Pericles Silva · Brasil 14.700       |
| Barra Fija            | Sergio Sasaki · Brasil 14.666                            | Nicolás Córdoba Argentina 14.641     | Osvaldo Martínez Argentina 14.283    |

### Eventos femeninos
| Evento             | Oro                               | Plata                                                     | Bronce                                                 |
| ------------------ | --------------------------------- | --------------------------------------------------------- | ------------------------------------------------------ |
| Equipos Femenino   | Brasil · 213.250                  | Chile · 209.950                                           | Colombia · 201.150                                     |
| All Arround        | Jade Barbosa · Brasil · 55.250    | Simona Castro · Chile · 52.550                            | Julie Simon · Brasil · Makarena Pinto · Chile · 52.300 |
| Saltos             | Jade Barbosa · Brasil · 14.599    | Isabelle Cruz · Brasil · 14.033                           | Makarena Pinto · Chile · 13.987                        |
| Barras Asimétricas | Bibiana Vélez · Colombia · 13.900 | Jade Barbosa · Brasil · 13.200                            | Yurany Avendaño · Colombia · 13.033                    |
| Viga de Equilibrio | Simona Castro · Chile · 13.000    | Mariana Chiarella · Perú · 12.966                         | Melany Cabrera · Chile · 12.900                        |
| Suelo              | Daniele Hypolito · Brasil 13.600  | Bárbara Achondo · Chile · Makarena Pinto · Chile · 13.266 |                                                        |

## Resultados Gimnasia Rítmica
| Evento      | Oro                                                              | Plata                                  | Bronce                             |
| ----------- | ---------------------------------------------------------------- | -------------------------------------- | ---------------------------------- |
| All Arround | Angelica Kvieczynski · Brasil · 61.150                           | Natalia Gaudio · Brasil · 59.175       | Milagros Carrasco Argentina 57.367 |
| Aro         | Angelica Kvieczynski · Brasil · 15.833                           | Milagros Carrasco Argentina 14.617     | Natalia Gaudio · Brasil · 13.783   |
| Balón       | Natalia Gaudio · Brasil · 15.250                                 | Angelica Kvieczynski · Brasil · 15.167 | Camila Giorgi Argentina 12.942     |
| Clavas      | Milagros Carrasco · Argentina · Natalia Gaudio · Brasil · 14.350 |                                        | Andressa Jardim · Brasil · 14.217  |
| Cinta       | Angelica Kvieczynski · Brasil 15.667                             | Natalia Gaudio · Brasil · 14.417       | Milagros Carrasco Argentina 14.117 |

- Datos: Q16571627